# Comitat

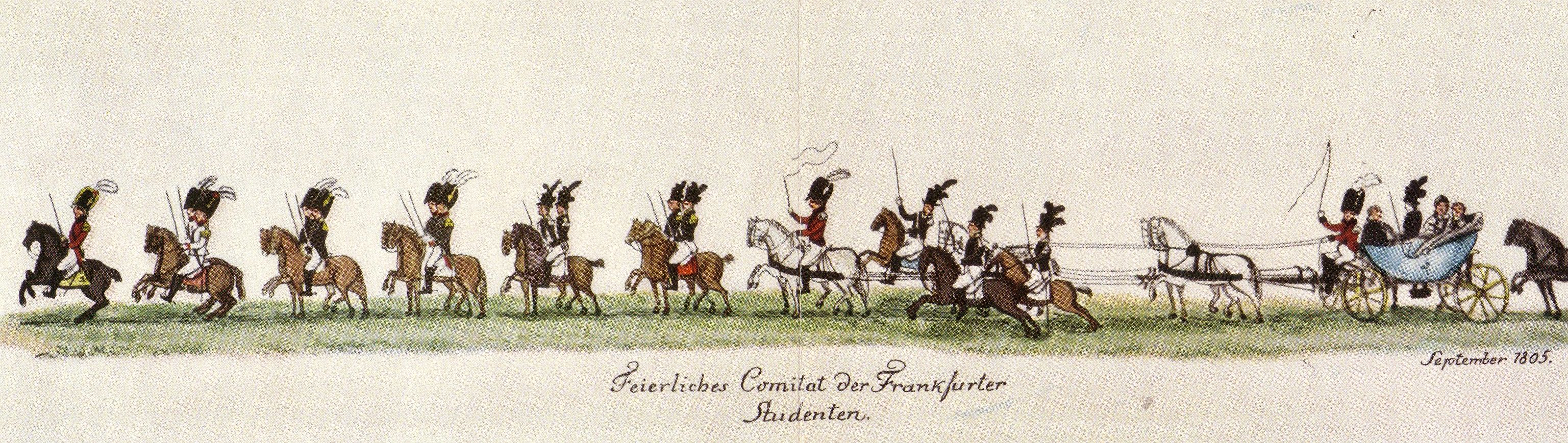
Comitat in Frankfurt (Oder), 1805

Das Comitat (von lat. comes, Begleiter) war ein studentischer Brauch, mit dem anerkannte Waffenstudenten (und Professoren) aus ihrer Hochschulstadt verabschiedet wurden. Er endete mit dem Aufkommen der Eisenbahn Ende der 1850er Jahre.

## Ehrung
Die höchste Ehrung, die ein verdienter und beliebter Bursch erleben konnte, war das Comitat, wenn er die Alma Mater verließ. Die Zurückbleibenden gaben ihm ein feierliches Geleit, bis vor den Toren der Stadt noch ein Abschiedstrunk eingenommen wurde. Mancherorts saßen alle in Fahrzeugen, andernorts fuhr der Verabschiedete allein, während die übrigen ritten.

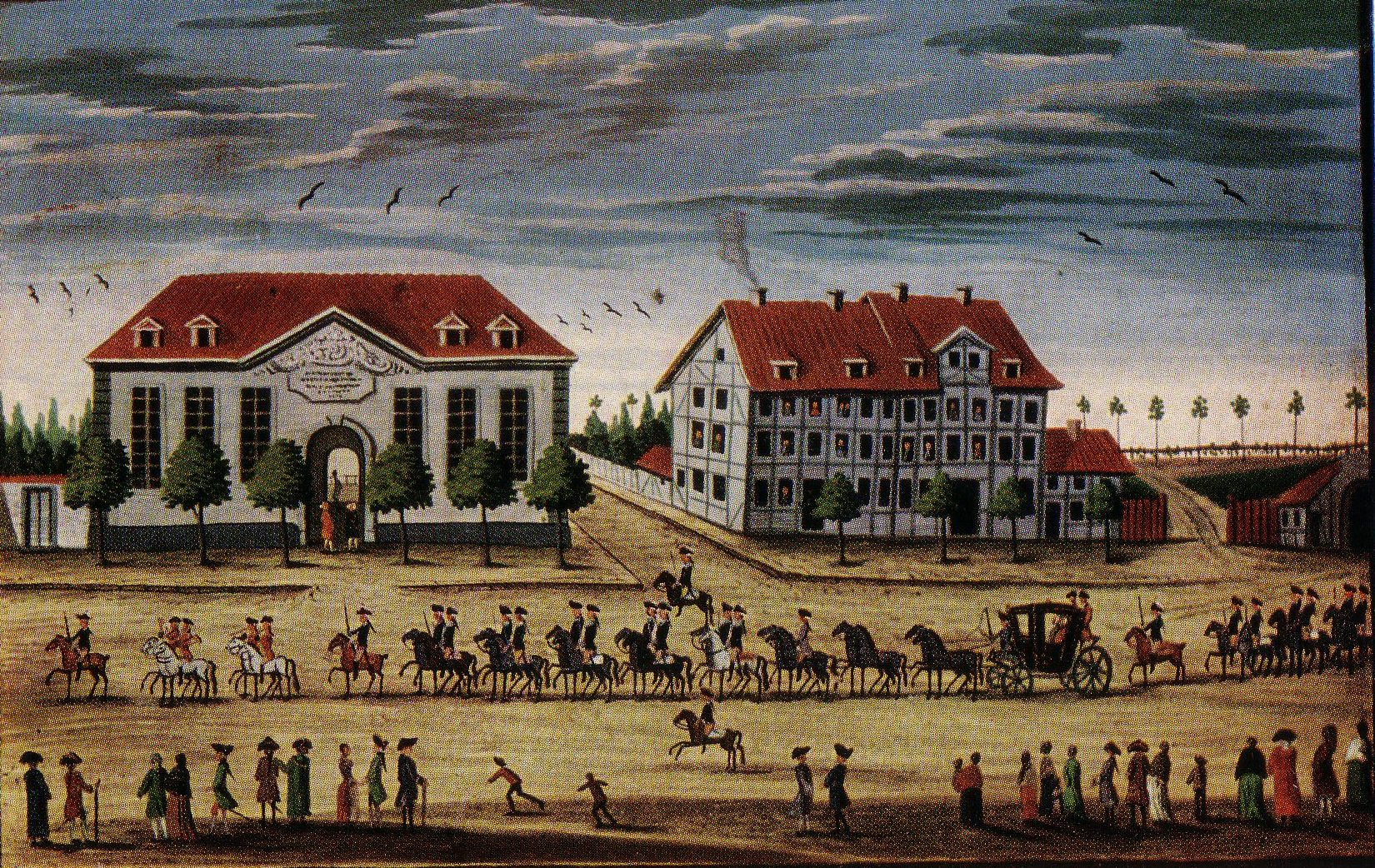
Comitat in Göttingen, 1765

In ähnlicher Weise wurden Professoren oder hohe Besucher der Universität geehrt. Die Studentenschaft ordnete sich zu einem Festzug, den der „Generalanführer“ eröffnete und der „Generalbeschließer“ abschloss, während der Mitarbeiterstab der „Generalmarschälle“ (Marschälle, Chapeaux d’honneur) die übrigen Aufgaben der Festleitung erfüllten. Ähnlich wurden die Leichenbegängnisse veranstaltet.

## Der Ablauf in Königsberg
Die Corps versammelten sich an solchen Tagen mittags am Albertinum, sangen dort oder an der Stoa Kantiana das Abschiedslied Bemooster Bursche zieh ich aus, behüt’ dich Gott, Philisterhaus und bestiegen dann die bereitgestellten Equipagen. Eröffnet wurde der Zug durch den Entrepreneur mit zwei Leibfüchsen in Wichs in einer vierspännigen Extrapost; dann folgten die Senioren und eine Anzahl Corpsburschen in ihren Wagen mit dem Banner, in der Mitte des Zuges in sechsspänniger Extrapost der Comitierte mit seinen zwei Ehrenburschen, dahinter die anderen Wagen und als Abschluss die Präsiden der Festkneipe. Der bunte festliche Zug bewegte sich um den Dom herum durch die Hauptstraßen der Stadt und durch das Brandenburger Tor nach Kalgen hinaus. Dort wurde ein fröhlicher Abschiedskommers abgehalten, der Komitierte mit Abschiedsreden und Liedern geehrt, allgemeine Herzlichkeit und Verbrüderung herrschten, und am späten Nachmittag oder erst in tiefer Nacht kehrten alle nach der Stadt zurück. Andere in das Philisterland abfahrende wurden nicht selten von den Brüdern nach dem Posthofe zum letzten Abschiedsgruß begleitet.
Am 24. September 1841 wurde Ferdinand Gregorovius mit einem Comitat verabschiedet.
Über ein winterliches Comitat berichtet S. Schindelmeiser:

„Wegen eines eigentlich unbedeutenden Vorfalls wurde dem Masuren Pilchowski vom Senat der Albertina das Consilium abeundi erteilt. Er hatte noch drei Leidensgefährten. Die Härte dieser Entscheidung empörte die Aktiven aller Verbindungen. Als Pilchowski die Universität verließ, wurde ihm von den Corps ein Comitat veranstaltet. In 22 Schlitten machten die Teilnehmer zunächst eine Rundfahrt durch die Stadt, die vor dem Altstädtischen Ratskeller endete. Dort fand die Abschiedskneipe statt. Auf dieser würdigte der Consenior der Baltia Leonhardy die Verdienste des Scheidenden und drückte – gleichzeitig für den SC – sein Bedauern darüber aus, dass ein so treuer Mitstreiter von ihnen Abschied nehmen müsse. Am Nachmittag begleiteten ihn alle zum Posthof, von wo er in seine Heimat fahren sollte. Jetzt stießen auch Germanen und Gothen zu den dort Versammelten. Sie alle sangen das Abschiedslied ‚Bemooster Bursche zieh’ ich aus‘ und brachten auf Pilchowski ein dreifaches Vivat aus, als sich die Postkutsche in Bewegung setzte. Gemeinschaftlich legten darauf Corpsstudenten und Burschenschafter den kurzen Weg über den Altstädtischen Markt zum Ratskeller zurück und blieben noch recht lange zusammen. Sie waren sich in ihrer Empörung über das dem Ausgezogenen zugefügte Unrecht einig.“